# Dapo (köpinghuvudort i Kina, Hainan Sheng, lat 19,62, long 110,57)
Dapo är en köpinghuvudort i Kina. Den ligger i provinsen Hainan, i den södra delen av landet, omkring 53 kilometer sydost om provinshuvudstaden Haikou. Antalet invånare är 10 044. Befolkningen består av 4 819 kvinnor och 5 225 män. Barn under 15 år utgör 21,0 %, vuxna 15-64 år 65 %, och äldre över 65 år 13,0 %.
Runt Dapo är det ganska tätbefolkat, med 222 invånare per kvadratkilometer. Närmaste större samhälle är Tanniu, 19,8 km nordost om Dapo. I omgivningarna runt Dapo växer huvudsakligen savannskog.
Genomsnittlig årsnederbörd är 2 115 millimeter. Den regnigaste månaden är september, med i genomsnitt 339 mm nederbörd, och den torraste är januari, med 25 mm nederbörd.